# Leśniaki (hromada Luboml)
Leśniaki (ukr. Лисняки́) – wieś na Ukrainie w rejonie kowelskim, w obwodzie wołyńskim. W II Rzeczypospolitej miejscowość wchodziła w skład gminy wiejskiej Luboml w powiecie lubomelskim województwa wołyńskiego.
Do 2020 w rejonie lubomelskim.